# 三磷酸腺苷合酶
三磷酸腺苷合酶或ATP合酶，三磷酸腺苷酶（ATPase）的一种，在这里并特指F类的FoF1ATP合酶（F Type FoF1 ATP Synthase）。它利用呼吸链产生的质子的电化学势能，通过改变蛋白质的结构来进行三磷酸腺苷(ATP)的合成。ATP是大多数生物体中细胞最常用的“能量通货”。 它由二磷酸腺苷（ADP）和无机磷酸盐（Pi）形成。 ATP合酶催化的总体反应为：
- ADP + Pi + H+out ⇌ ATP + H2O + H+in

ATP合酶由两个主要的亚基Fo和F1组成，它们具有允许ATP产生的旋转运动机制。

## 分布
通过使用电子显微镜，蘑菇状的F型ATP酶可以在真核细胞的粒線体内膜和原核生物的細胞膜上观察到。

## 位置
在真核细胞中，ATP合酶存在于线粒体的内膜，Fo亚单位存在于膜内，F1
- F型ATP酶（ATPase）– 也称为‘Phosphorylation Factor’存在在各种生物中，利用电化学势进行ATP的合成。
- P型ATP酶（也称 E1-E2 ATP酶）– 存在在细菌，和真核细胞中，消费ATP进行离子运输。
- V型ATP酶 – 存在在液泡（Vesicle），如高尔基体，溶酶体上，消费ATP进行离子运输
- A型ATP酶 – 存在在古细菌（Archaea）中，虽然有F型ATP酶类似的功能——ATP合成，但是在结构上其更接近与V型ATP酶，反映了古细菌为适应极端条件的进化。

## 结构与功能
当前，原核生物的F型ATP酶的结构已经比较清楚了：
- F1单元 – α（3个）、β（3个）、γ（1个）、δ（1个）、ε（1个）
- Fo单元 – a（1个）、b（2个）、c（9-12个）

真核生物的F型ATP酶F1单元的种类的数量与原核生物相同、Fo单元的结构与原核生物相似，但是亚单位的数量不是很明瞭。

### F1单元
ATP合酶的F1部分是亲水性的，并且负责水解ATP。 子单元{\displaystyle \alpha }和{\displaystyle \beta }创建一个具有6个结合位点的hexameter。 其中三个是催化无活性的，并且它们结合成ADP。
| 子单元  | 人类基因               |
| ------- | ---------------------- |
| alpha   | ATP5A1, ATPAF2         |
| beta    | ATP5B, ATPAF1, C16orf7 |
| gamma   | ATP5C1                 |
| delta   | ATP5D                  |
| epsilon | ATP5E                  |

### FO单元

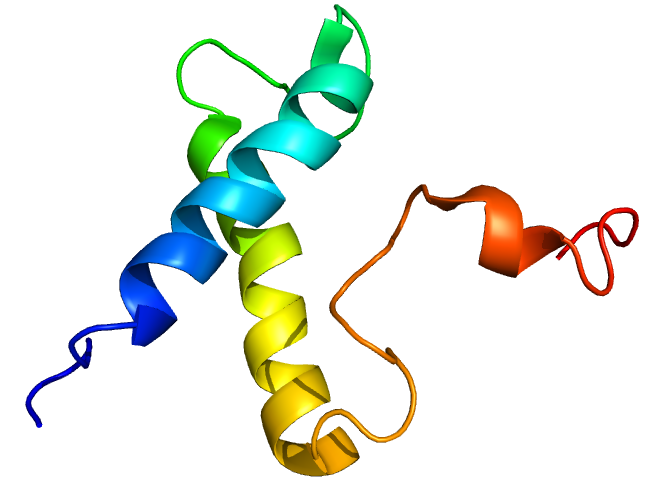
F_{O}子单元F6来自ATP合酶的外周茎区。

FO是具有八个子单元的和跨膜环的水不溶性蛋白质。
| 子单元 | 人类基因               |
| ------ | ---------------------- |
| a      | ATP6                   |
| b      | ATP5F1                 |
| c      | ATP5G1, ATP5G2, ATP5G3 |

## ATP合酶的反应

ATP合成的机制：ATP为红色，ADP和磷酸为粉色，旋转的γ亚基为黑色

F1 单元催化以下ATP合成反应。
ATP {\displaystyle {\overrightarrow {\longleftarrow }}} ADP+Pi（磷酸）

ATP合成酶利用利用離子濃度梯度以合成ATP

F1单元催化的反映是可逆的，在进行离子运输时，进行ATP水解反应。
Fo单元形成离子通道，质子可以从中通过：
H+in　{\displaystyle {\overrightarrow {\longleftarrow }}}　H+out
当质子利用电化学势能通过Fo单元时，可以带动和其连接的轴（γ亚单位），改变F1单元的结构，进而调节F1单元与ATP和ADP：Pi的结合能（Binding Energy），降低ATP生成的活化能，达到ATP合成的目的：
ADP + Pi + 3 H+out　→　ATP + 3 H+in

## 结合模型
在ATP酶的酶学模型中，验证其γ轴是否旋转占有重要地位，1997年，英国自然杂志（vol. 386, pp. 299–302）刊了日本科学家题为"Direct observation of the rotation of F1-ATPase"的文章，报道了ATP合成酵素F1单元可以通过水解ATP造成γ亚单位（轴）的旋转，并进行了单分子观察和录像、该論文证明了保罗·博耶的「ATP合酶的旋转理论」。同年保罗·博耶，约翰·沃克和延斯·克里斯蒂安·斯科因ATP合酶的研究获得诺贝尔化学奖。